# Chosna
Chosna (prononciation : [ˈxɔsna]) est un village polonais de la gmina de Prażmów dans le powiat de Piaseczno de la voïvodie de Mazovie dans le centre-est de la Pologne.
Il se situe à environ 6 kilomètres à l'est de Prażmów (siège de la gmina), 15 kilomètres au sud de Piaseczno (siège du powiat) et à 32 kilomètres au sud de Varsovie (capitale de la Pologne).
Le village compte approximativement une population de 372 habitants en 2006.

## Histoire
De 1975 à 1998, le village appartenait administrativement à la voïvodie de Varsovie.